# Janker

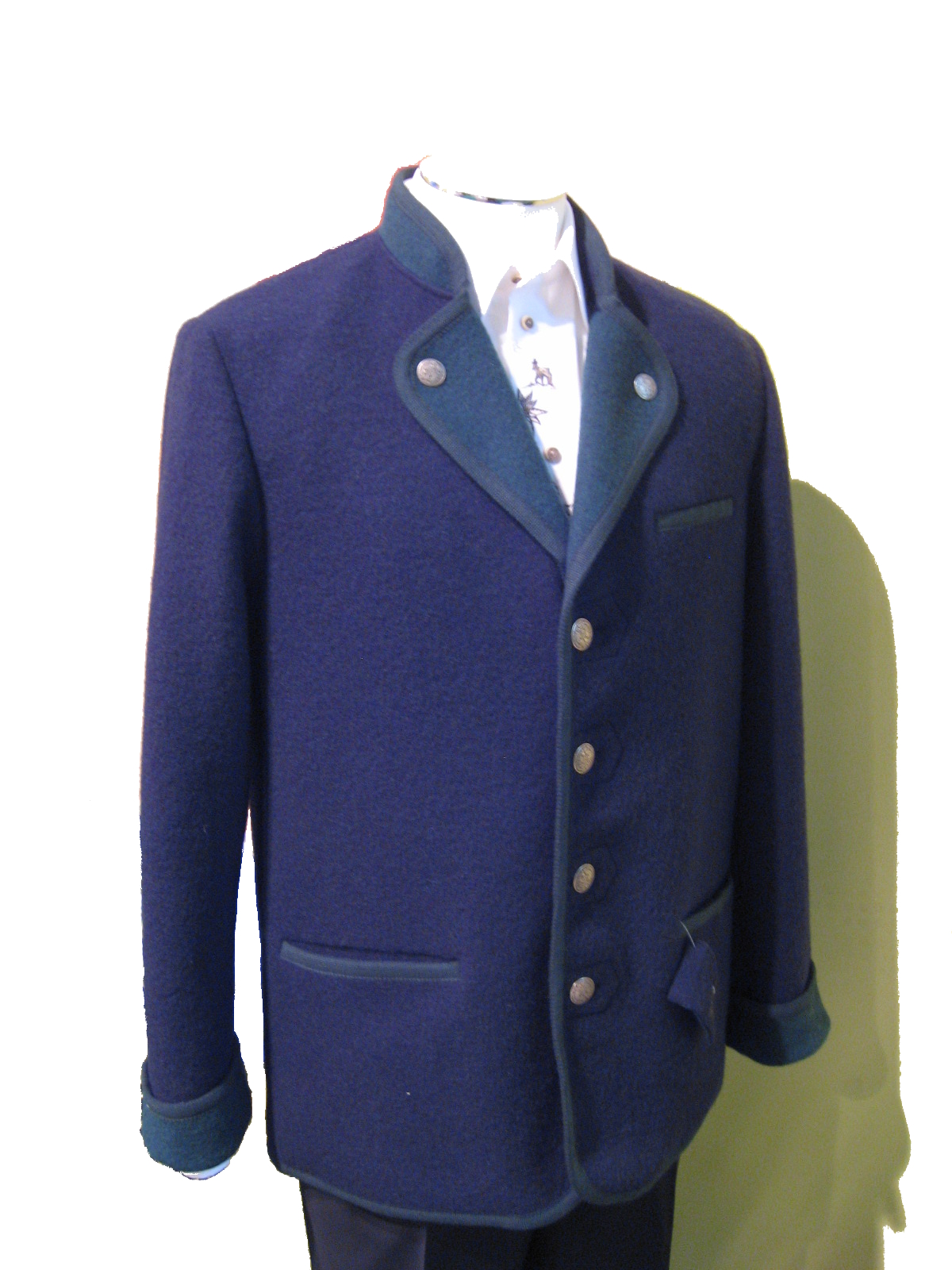
Janker aus dem Trentino

Ein Janker ist eine gerade geschnittene, hüftlange Jacke aus gewalkter Schafwolle, deren Stoffkanten andersfarbig abgesetzt sein können. Die Knöpfe eines Jankers sind gewöhnlich aus Horn oder Metall. Die Farbe der Jacke ist gewöhnlich grau, grün oder rot. Im Alpenraum werden auch Strickjacken als Janker bezeichnet. Der Janker zählt zur Trachtenmode.
Walkstoff besteht zu 100 % aus Schafwolle, die in einem speziellen Verfahren unter Zugabe von Lauge durch Erhitzung und Walken ihr ursprüngliches Volumen um 40 % reduziert. Die hierbei entstehenden Lufteinschlüsse verleihen dem Naturmaterial Trageeigenschaften, die mit denen moderner Mikrofaser vergleichbar sind: Wollwalk kann mehr als die Hälfte seines Eigenvolumens an Feuchtigkeit aufnehmen und wirkt temperaturregulierend. Daneben ist es atmungsaktiv, dehnbar, weich und geschmeidig.
Der Begriff Janker wurde in Österreich im 16. Jahrhundert erstmals verwendet, bezeichnete damals jedoch einen bodenlangen Frauenmantel. Seit dem 18. Jahrhundert wird dieser Begriff für eine Trachtenjacke gebraucht. Eine Abwandlung des Jankers gab es in der Steiermark ab der Mitte des 19. Jahrhunderts, welcher „Schlawanka“ oder „Schlawanker“ genannt wurde. In Anlehnung an modische Einflüsse der Kleidung städtischer Sommerfrischler waren die Ärmel nach unten hin breiter geschnitten.
In neuerer Zeit greift die Janker-Tradition auf andere Jackenstile über. So gibt es legere Janker für den Freizeitbereich (z. B. mit Ärmelschoner) oder hochwertige Janker für die Business-Welt.